# 根本しのぶ
根本 しのぶ（ねもと しのぶ、1973年1月19日 - ）は、1980年代に活動していたチャイルドモデル、ジュニアアイドル。東京都出身。血液型はB型。
生後8か月で粉ミルクの広告モデルとしてデビュー。それ以来、11歳になるまでテレビCMの出演は約200本、ポスター広告に約3000回も登場するなど、当時のジュニア広告界におけるトップモデルであった。
1984年5月、11歳のときに大友正悦撮影の写真集『こどもじゃないモン』が発売された。

## 書籍

### 掲載雑誌
- ぺぴ 創刊2号（ランド出版、1983年5月15日） - 「超売れっ子少女モデル：根本しのぶ 10才」

### 写真集
- こどもじゃないモン 根本しのぶフォトファイル（シティ出版、1984年5月30日）